# Pulpety 4
Pulpety 4 (oryg. Meatballs 4) – amerykański film komediowy z 1992 roku w reżyserii Boba Logana.

## Fabuła
Założyciel obozu Lakeside Camp, Neil Peterson staje w obliczu bankructwa. Aby przezwyciężyć kłopoty finansowe i nie dopuścić do przejęcia go przez konkurencyjny obóz Twin Oaks, postanawia zorganizować zawody narciarstwa wodnego. Na pomoc sprowadza również utalentowanego sportowca, Ricky’ego Wade’a.

## Obsada
- Corey Feldman jako Ricky Wade
- Sarah Douglas jako Monica Shavetts
- Jack Nance jako Neil Peterson
- Steven M. Bradley jako Nelson Beyers
- Bojesse Christopher jako Wes Ford
- Brad Grunberg jako Victor "Johnny Cocktails" Thigpen
- J. Trevor Edmond jako Howie Duncan
- Paige French jako Jennifer Lipton
- John Mendoza jako Dick
- Bentley Mitchum jako Kyle Linck
- Deborah Tucker jako Kelly Peterson
- Frank Walton jako Nunzio
- Cristy Thom jako Hillary